# محمد الفيتوري (شاعر)
محمد مفتاح الفيتوري (1936-2015) شاعر ليبي وسوداني ومصري ومغربي بارز. يعتبر من رواد الشعر الحر الحديث، ويلقب بشاعر إفريقيا والعروبة. وتم تدريس بعض أعماله ضمن مناهج آداب اللغة العربية في مصر في ستينيات وسبعينيات القرن الماضي، كما تغنى ببعض قصائده مغنّون كبار في السودان.

## ميلاده
ولد محمد مفتاح رجب الفيتوري، في 24 نوفمبر / تشرين الثاني عام 1936م في مدينة الجنينة بولاية غرب دارفور الحالية بالسودان، ووالده هو الشيخ مفتاح رجب الفيتوري وهو ليبي، وكان خليفة صوفي في الطريقة الشاذلية، العروسية، الأسمرية.

## نشأته
نشأ محمد الفيتوري في مدينة الإسكندرية بمصر وحفظ القرآن الكريم في مراحل تعليمه الأولى، ثم درس بالمعهد الديني وانتقل إلى القاهرة حيث تخرج في كلية العلوم بالأزهر الشريف.

## حياته العملية
عمل الفيتوري محرراً أدبياً بالصحف المصرية والسودانية، وعُيّن خبيرًا للإعلام بجامعة الدول العربية في القاهرة في الفترة ما بين 1968 و 1970. ثم عمل مستشارًا ثقافياً في سفارة ليبيا بإيطاليا. كما عمل مستشارًا وسفيرًا بالسفارة الليبية في بيروت بلبنان، ومستشارا للشؤون السياسية والإعلامية بسفارة ليبيا في المغرب.
أسقطت عنه الحكومة السودانية في عام 1974 إبان عهد الرئيس جعفر نميري الجنسية السودانية وسحبت منه جواز السفر السوداني، لمعارضته النظام آنذاك، وتبنّته الجماهيرية الليبية وأصدرت له جواز سفر ليبي، وارتبط بعلاقة قوية بالعقيد معمر القذافي وبسقوط نظام القذافي سحبت منه السلطات الليبية الجديدة جواز السفر الليبي. أقام بعدها في المغرب مع زوجته المغربية رجات في ضاحية سيدي العابد، جنوب العاصمة المغربية الرباط. وفي عام 2014، عادت الحكومة السودانية ومنحته جواز سفر دبلوماسي.

## أعماله الأدبية
يعتبر الفيتوري جزءًا من الحركة الأدبية العربية المعاصرة، وهو من رواد الشعر الحر الحديث، ففي قصيدة «تحت الأمطار» نجده يتحرر من الأغراض القديمة للشعر كالوصف والغزل، ويهجر الأوزان والقافية، ليعبر عن وجدان وتجربة ذاتية يشعر بها وغالبًا ما يركّز شعره على الجوانب التأملية، ليعكس رؤيته الخاصة المجردة تجاه الأشياء من حوله مستخدماً أدوات البلاغة والفصاحة التقليدية والإبداعية.
ففي قصيدة «معزوفة درويش متجول» يقول الفيتوري:
في حضرة من أهوى عبثت بي الأشواق
حدقت بلا وجه ورقصت بلا ساق
وزحمت براياتي وطبولي الآفاق
عشقي يفني عشقي وفنائي استغراق
مملوكك لكني سلطان العشاق
تعد أفريقيا مسرحا أساسياً في نص الفيتوري الشعري، شكلت فيه محنة الإنسان الأفريقي وصراعه ضد الرّق والإستعمار، ونضاله التحرري أهم الموضوعات التي تناولتها قصائده، وألف عدة دواوين في هذا المضمار منها ديوان «أغاني أفريقيا» الصادر في عام 1955، و «عاشق من أفريقيا» وصدر في عام 1964م، و«اذكريني يا أفريقيا» ونشر في عام 1965 ، وديوان «أحزان أفريقيا» والصادر في عام 1966، حتى أصبح الفيتوري صوتَ أفريقيا وشاعرها. يقول في إحدى إفريقياته:
جبهة العبد ونعل السـيد
وأنين الأسود المضطهد
تلك مأساة قرون غبرت
لم أعد أقبلها لم أعد
وللهّم العربي أيضاً مكانة في أعمال الفيتوري من خلال تناوله للقضايا العربية، خاصة القضية الفلسطينية. فقد تنقل الفيتوري بين العديد من بلدان الوطن العربي ومدنه من الإسكندرية وحتى الخرطوم ومن بيروت ودمشق حتى بنغازي وطرابلس، وكتب العديد من القصائد المهمة التي جعلته واحدًا من كبار الشعراء العرب المعاصرين، فهو يقول:
لقد صبغوا وجهك العربي
آه... يا وطني
لكأنك، والموت والضحكات الدميمة
حولك، لم تتشح بالحضارة يوما
ولم تلد الشمس والأنبياء
كتب الفيتوري عن الحرية والانعتاق ومناهضة القيود والاستبداد، والاعتزاز بالوطن منذ بداياته الشعرية، ففي قصيدة «أصبح الصبح» والتي تغنى بها المغني السوداني محمد وردي يقول:
أصبح الصبح فلا السجن ولا السجان باق
وإذا الفجر جناحان يرفان عليك
وإذا الحسن الذي كحل هاتيك المآقي
التقى جيل البطولات بجيل التضحيات
التقى كل شهيد قهر الظلم ومات
بشهيد لم يزل يبذر في الأرض بذور الذكريات
أبدا ما هنت يا سوداننا يوما علينا
بالذي أصبح شمساً في يدينا
وغناء عاطرا تعدو به الريح، فتختال الهوينى
وفي قصيدة أخرى يقول:
كل الطغاة دُمىً
ربما حسب الصنم، الدمية المستبدة
وهو يعلق أوسمة الموت
فوق صدور الرجال
أنه بطلاً ما يزال
إلى جانب نظمه للشعر نشر الفيتوري العديد من الأعمال النثرية والنقدية، وبعض الدراسات في الصحف والمجلات العربية وتمت ترجمة بعض أعماله إلى لغات أجنبية
ومن بين تلك الأعمال المترجمة:
- نحو فهم المستقبلية (دراسة)
- التعليم في بريطانيا
- تعليم الكبار في الدول النامية

## جوائزه
حصل محمد الفيتوري على «وسام الفاتح» الليبي، و «الوسام الذهبي للعلوم والفنون والآداب» بالسودان .

## دواوينه الشعرية
- أغاني إفريقيا (أول دواوينه، 1955)
- عاشق من إفريقيا (1964)
- إذكريني يا إفريقيا (1965)
- أحزان إفريقيا (1966)
- البطل والثورة والمشنقة (1968)
- سقوط دبشليم (1969)
- سولارا (مسرحية شعرية) (1970)
- معزوقة درويش متجول (1971)
- ثورة عمر المختار (1973)
- أقوال شاهد إثبات
- ابتسمي حتى تمر الخيل (1975)
- عصفورة الدم (1983)
- شرق الشمس... غرب القمر (1985)
- يأتي العاشقون إليك (1989)
- قوس الليل... قوس النهار (1994)
- أغصان الليل عليك
- يوسف بن تاشفين (مسرحية) (1997)
- الشاعر واللعبة (مسرحية) (1997)
- نار في رماد الأشياء
- عريانا يرقص في الشمس (2005)

## وفاته
توفي محمد الفيتوري في يوم الجمعة 24 أبريل / نيسان 2015م، في المغرب التي كان يعيش فيها مع زوجته المغربية عن عمر ناهز 78 عامًا بعد صراع طويل ومرير مع المرض حيث اصيب بعدة جلطات.

## وصلات خارجية
- الفيتورى في الموسوعة العالمية للشعر
- بوابة الشعراء: ديوان محمد الفيتوري